# اصطلاحات عامیانه مرتبط با پلیس
اصطلاحات عامیانه زیادی برای اشاره به افسران پلیس وجود دارند. این اصطلاحات به ندرت توسط خود پلیس استفاده میشوند ولی غالباً توسط جنایتکاران، زندانیان یا حتی توسط عموم مردم استفاده می‌شوند.

## ۵-اوه
(به انگلیسی: 5-O (Five-Oh)) به ماموران پلیس ایالات متحده آمریکا گفته میشود، همچنین یک هشدار است مبنی بر اینکه پلیسها در حال نزدیک شدن هستند. این کلمه از نام یک مجموعه تلویزیونی بنام هاوایی فایو-او اقتباس شده است. در این مجموعه یکی از واحدهای نخبه پلیس ایالتی نشان داده شده است.

## ب
بابیلون(به انگلیسی: Babylon) کلمه جامائیکایی، که اغلب به پلیس گفته می شود.

## ش
شامپانزه(به انگلیسی: Chimps) اصطلاح عامیانه بریتانیایی برای ماموران پشتیبانی اجتماعی، مخفف کلمات (به انگلیسی: Completely Hopeless In Most Policing Situations)

## ک
کاندوم
(به انگلیسی: Condom). پوشش بارانی پلاستیکی که به طور معمول توسط پلیس استفاده می شود.